# 로바티강

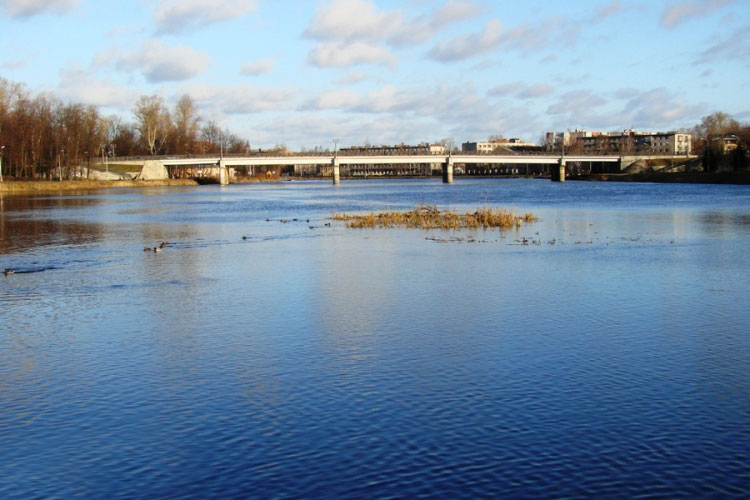

로바티강(러시아어: река́ Ло́вать)은 프스코프주와 노브고로드주에 위치한 강이다. 벨라루스의 북서쪽의 로바테츠호로 들어가다가 일멘호로 들어간다. 쿠냐강, 폴리스티강, 레댜강, 로뱌강 등의 지류가 있다.
벨리키예루키, 홀름이 로바티강에 접해 있다.